# Ichneumon medius
Ichneumon medius là một loài tò vò trong họ Ichneumonidae.